# Xavier Pinheiro
Henrique Xavier Pinheiro (Salvador, Bahia) foi um compositor e violonista brasileiro.
Foi marinheiro antes de ir para o Rio de Janeiro tentar a vida como artista.

## Carreira musical
Xavier Pinheiro foi um violonista muito solicitado para gravações, emissões de rádio e espetáculos, tocando exclusivamente música portuguesa. Acompanhou no violão gravações de Carlos Campos (os fados "Duas almas" e "Variações em lá menor", em 1931, a valsa "Lágrimas de amantes" e o tango "Fernanda", em 1932), Manoel Monteiro (diversos fados em 1934 e 1937) e José Lemos (a marcha "Romaria ao Senhor da Pedra", 1937). Xavier Pinheiro costumava se apresentar em bailes e teatros junto do violonista português Antonio Francisco da Conceição, sendo reconhecido como "apreciado violinista", "grande tocador", "rei da viola", "príncipe da viola" e "exímio na sua arte".
Suas composições foram interpretadas por Luiz Gonzaga (a polca "Segure a polca", em 1941, e a valsa "Yvonne", em 1943), Amílcar Nogueira (o fado "Os dois velhinhos", 1946), Jacob do Bandolim (a valsa "Elza", 1956) e Carim Mussi ("Elza", 1968).
Xavier Pinheiro foi quem abriu as portas da carreira musical a Luiz Gonzaga, com quem formou uma dupla e realizou apresentações no início da década de 1930 no Mangue, zona de prostituição do Rio de Janeiro.

## Discografia
Uma lista de seus discos de 78 rotações inclui:
- Vasco da Gama/Elza (Parlophon, 1929)
- Saudades de Portugal/Fado da Conceição (com A. F. da Conceição, Parlophon, 1929)
- Minas Gerais/Alice (com A. F. da Conceição, Parlophon, 1930)
- Estou sozinho (Parlophon, 1930)
- Recordações de Helena (com A. F. da Conceição, Parlophon, 1931)
- Fado tondella (Parlophon, 1931)
- Lisboa-Rio/Choro dos navegantes (Odeon, 1934)
- Marcha dos poveiros/Lenir (Odeon, 1935)
- Campista/Esmeralda (Odeon, 1935)
- Marcha triunfal/Bandeirante (Odeon, 1935)